# Ron Bonham
Ronald D. Bonham, detto Ron (Muncie, 31 maggio 1942 – 16 aprile 2016), è stato un cestista statunitense, professionista nella NBA e nella ABA.

## Carriera
È stato selezionato dai Boston Celtics al secondo giro del Draft NBA 1964 (16ª scelta assoluta).

## Palmarès
- Campione NCAA (1962)
- NCAA AP All-America First Team (1963)
- NCAA AP All-America Second Team (1964)
- Campionato NBA: 2

Boston Celtics: 1965, 1966